# Lucien Mainssieux
 (février 2020).
Si vous disposez d'ouvrages ou d'articles de référence ou si vous connaissez des sites web de qualité traitant du thème abordé ici, merci de compléter l'article en donnant les références utiles à sa vérifiabilité et en les liant à la section « Notes et références ».
Lucien Mainssieux  est un artiste peintre, critique musical et graveur français, né le 4 août 1885 et mort le 8 juillet 1958 à Voiron.

## Biographie
Orphelin de mère à l'âge de 19 mois, Lucien Mainssieux est atteint d'une tuberculose des os du bassin (ou coxalgie). Il passe ses douze premières années alité et boite toute sa vie.
À Grenoble, François Joseph Girot est son premier maître et Jules Flandrin sa première influence marquante.
Il arrive à Paris en 1905, l'année du scandale des peintres fauves pour travailler avec Jean-Paul Laurens. À l'académie Julian, il rencontre Dunoyer de Segonzac qui sera un ami fidèle.
À Paris, il fréquente Max Weber, rencontre grâce à lui Picasso mais fréquente aussi Matisse, Marquet, Jacqueline Marval et Rouault. Il n'est d'aucun des mouvements de l'époque, en particulier pas du cubisme. Son seul modèle absolu est Cézanne.

### Mainssieux voyageur
Mainssieux entreprend de nombreux voyages au cours de sa vie, notamment à travers toute la France. Même s'il habite Paris, il revient à Voiron l'été, où il peut peindre avec plus de facilité des paysages.
Son premier voyage hors de France se fait à Rome en 1910. C'est une révélation pour lui : les monuments antiques aux pierres rosies, l'architecture parfaite et la sculpture le fascinent. Lorsqu'il voit le mont Palatin, il décide de le peindre, émerveillé par la beauté du paysage. Ce mont lui est apparu la première fois alors que « le soleil descendait lentement à l'horizon, les palais de la ville et les collines lointaines étaient dans une brume d'or ». Il expose en 1913 le tableau de cette scène, Le Mont Palatin, au salon d'automne de Paris. Il est remarqué par les critiques et le grand public grâce à son style. Il retourne cinq autres fois à Rome entre 1911 et 1926.
En 1921, après avoir obtenu une bourse pour l'Afrique, Mainssieux part en Tunisie. Sa découverte du monde musulman l'émerveille et il se met à peindre des marabouts, des palmeraies, des sables et des oasis. Il retournera dans ce pays de nombreuses fois.
Il visite le Maroc à quatre reprises à partir de 1929, puis écrira un livre, Le Maroc secret, illustré de dessins mais qu'il ne publiera jamais. Son dernier voyage fut encore pour le Maroc en 1958, à Agadir.
Entre 1942 et 1954, Mainssieux entreprend quatre voyages en Algérie, à Tipaza. Les douze dernières années de sa vie, Mainssieux les passa entre Voiron, Paris et Tipaza. Tous ces voyages ont influencé sa vie, de sa façon de peindre à sa vie privée, puisque c'est pendant ces périples qu'il a rencontré sa femme. Ces voyages lui donnent l'inspiration pour peindre des tableaux qui le feront remarquer du public.

### Mainssieux musicien
Dès son enfance Mainssieux est un musicien dans l'âme, violoniste hors pair ou altiste. Il joue en violon solo sous la baguette des plus grands chefs d’orchestre comme Stravinsky.
Il avait des relations d'amitiés avec Maurice Vieux qui était non seulement le plus grand altiste de son époque mais qui était également peintre amateur. Musique et peinture, deux sujets qu'ils partageaient. Mainssieux en 1950 lui dédicaça amicalement une nature morte 

### Mainssieux critique d'art
Mainssieux a régulièrement collaboré au Crapouillot, pour lequel il tenait une critique musicale. Il a par ailleurs abondamment écrit sur les peintres qu'il a fréquentés : Dunoyer de Segonzac, Matisse, Picasso, Van Dongen, Jacqueline Marval, Jules Flandrin, etc. 

## Œuvre

### Techniques
La représentation et les techniques picturales alternent tout au long de la carrière de Lucien Mainssieux. Ces changements sont en grande partie dus à ses voyages.
le peintre utilise principalement quatre techniques : la peinture à l'huile, l'aquarelle, la gravure et le dessin à l'encre ou au fusain. Il aime laisser les traces de son croquis au crayon et à l'encre de Chine, même lorsque le dessin est terminé, il étale aussi des masses colorées sur sa feuille et délimite ensuite avec de légers traits de crayon ou de plume. « Ses aquarelles sont toutes aussi limpides et claires que sa vision des choses. Son écriture est cursive, voire incisive et rappelle par maints traits celle de Matisse et Segonzac » (Bruno Jay). 

### Graveur
Graveur, il pratique l'eau-forte, la pointe sèche et la lithographie. Ses premières planches remontent au début des années 1920, d'un retour de voyage à Rome, puis d'Afrique du Nord. Il illustre entre autres Un été dans le Sahara d'Eugène Fromentin, Mémoires d'un touriste de Stendhal et Amyntas d'André Gide. Le marchand René Gas a publié en 1949 un album réunissant dix de ses estampes, imprimées chez Fernand Mourlot.

### Influences
Au début de sa carrière, ses peintures s'inspirent du fauvisme : elles sont plus claires que les œuvres du XIXe siècle, la touche est épaisse, il utilise beaucoup les aplats qu'il finira par abandonner à partir des années 1930. Il ne mélange pratiquement pas les couleurs; le contraste est très présent dans ses œuvres, en particulier pour mettre en valeur les portraits. Il se sert du pinceau et du couteau pour réaliser ses peintures.
En 1920, après la visite de l'atelier de Renoir, sa peinture va changer et ses couleurs vont encore s'éclaircir.
Lorsqu'il part en Afrique du Nord après de premières expériences à Rome dans les années 1910, ses peintures s'orientalisent. Il représente des scènes quotidiennes (danse, marché…) mais aussi des portraits et des paysages aux couleurs vives. La touche s'affine et ondule. Il écrit : « Quant à la couleur, je la poussais jusqu'à la simplification absolue. Je m'aperçus cependant qu'un ton, pour être simple, devait, à l'exemple de la nature, être décomposé et marbré d'infinies modulations ».
Tout au long de sa vie, Mainssieux ne va jamais garder la même façon de peindre : il change de style en fonction du lieu où il peint. En effet, s'il est en Italie, ses peintures seront plus classiques, avec des couleurs pâles, alors qu'en Afrique, il favorise les scènes quotidiennes aux couleurs vives.
Il est aussi influencé par certains peintres. Corot surtout tient une grande place dans sa vie, il le considère comme un de ses « maîtres vénérés » et a fait entrer certaines de ses œuvres dans sa collection. Il s'en inspire notamment pour ses paysages. Tous deux ont voyagé dans de nombreux pays. Lors de ses voyages, Mainssieux a repris des sujets peints par Corot.
L'art de Mainssieux « ne cesse d'osciller entre tradition et modernité » (Emmanuelle Macaigne). Pour son amour de l'Italie antique ou en vouant un véritable culte à Corot, il peut être considéré comme un artiste tourné vers le passé. Mais des peintres d'avant-garde comme Van Gogh, Mondrian ou Picasso ont aussi reconnu l'héritage de Corot et Maurice Denis (1870-1943) considérait dans son journal qu'il était à la naissance de l'art moderne.
De son vivant ses œuvres sont réputées à l'égal de celle de Matisse, Marquet ou Dunoyer de Segonzac. Il expose à Paris, en Algérie, à Genève, Bâle…

## Conservation
On trouve ses œuvres au musée de Grenoble ou dans celui de Nantes mais surtout au musée Mainssieux, à Voiron.

### Musée Mainssieux
Le musée Mainssieux à Voiron est constitué du fonds d'atelier de l'artiste et de sa propre collection personnelle qu'il a léguée partiellement à la ville de Voiron. Le second légataire était la famille Harter.